# ایالت فدرال

کشورهایی که از نظام فدرال برخوردارند به رنگ سبز مشخص‌اند.

اِیالَت فدرال یا دولت فدرال (انگلیسی: Federated state)، در برخی نظام‌های سیاسی غربی، یک واحد سیاسی و سرزمینی تشکیل‌دهندهٔ حاکمیت فدرال یا فدراسیون را گویند. ایالت در این ساختار به مجموعه‌ای یا گروهی خودمختار گویند که بر روی منطقه‌ای به‌طور مستقل اختیار حکومتی دارند.
در زمان دولت ساسانی نیز «ایالت» برای تقسیم‌بندی‌های فراتر از استان استفاده می‌شده‌است و اداره آن منطقه بر اساس یک ساتراپ یا مرزبان فرستاده شده توسط شاه بوده‌است. همچنین شاه بر اساس مصالح وقت حکمرانی آنان را مشخص می‌کرده‌است.
بر خلاف کشور، ایالت فدرال معمولاً قسمتی از یک مجموعهٔ بزرگ‌تر (مثل کشور) است. به‌طور نمونه، کشور آلمان از ایالات بایرن، زاکسن، و … و کشور آمریکا، به مرور زمان با اتحاد ۵۰ ایالت یا دولت جدا از هم همانند هاوایی، تگزاس، فلوریدا، و … تشکیل یافته که هر یک قوانین و اختیارات خود را دارند.
در کشورهایی با ساختار فدرال قدرت میان حکومت مرکزی و ایالاتش تقسیم می‌شود.
برای کشورهایی که نظام تقسیمات کشوری آن‌ها ایالتی است برای اشاره به مسئول اصلی ایالت، از واژهٔ فرماندار استفاده می‌شود.

## فهرست ایالات فدرال
| دولت فدرال            | نواحی فدرال | دیگر نواحی کشور |
| --------------------- | --- | --- |
| آرژانتین              | استان‌های آرژانتین: - استان بوئنوس آیرس - استان کاتامارکا - استان چاکو - استان چوبوت - استان کوردوبا، آرژانتین - استان کورینتس - استان انتره ریوس - استان فورموسا - استان خوخوی - استان لا پامپا - استان لا ریوخا - استان مندوسا - استان میسیونس - استان نئوکن - استان ریو نگرو - استان سالتا - استان سان خوآن، آرژانتین - استان سان لوئیس - استان سانتا کروس، آرژانتین - استان سانتا فه - استان سانتیاگو دل استرو - استان تیرا دل فوئگو، آرژانتین - استان توکومان | استان‌های آرژانتین: - بوئنوس آیرس |
| استرالیا              | ایالت‌ها و قلمروهای استرالیا: - نیو ساوت ولز - کوئینزلند - استرالیای جنوبی - تاسمانی - ویکتوریا (استرالیا) - استرالیای غربی | ایالت‌ها و قلمروهای استرالیا: - قلمرو پایتختی استرالیا - قلمروی خلیج جرویس - قلمرو شمالی (استرالیا)                                                                          |
| استرالیا              | ایالت‌ها و قلمروهای استرالیا: - نیو ساوت ولز - کوئینزلند - استرالیای جنوبی - تاسمانی - ویکتوریا (استرالیا) - استرالیای غربی | ایالت‌ها و قلمروهای استرالیا: - جزیره‌های آشمور و کارتیر - قلمرو جنوبگان استرالیا - جزیره کریسمس - جزایر کوکوس - جزایر دریای مرجان - جزیره هرد و جزایر مک‌دونالد - جزیره نورفک |
| اتریش                 | ایالت‌های اتریش: - وین - نیدراسترایش - اوبراسترایش - اشتایرمارک - تیرول (ایالت) - کرنتن - زالتسبورگ (ایالت) - فورآرلبرگ - بورگن‌لاند | |
| بلژیک                 | 3 regions: - منطقه فلاندری - والونی - بروکسل | |
| بلژیک                 | 3 communities: - جامعه فلاندری بلژیک - جامعه فرانسوی بلژیک - جامعه آلمانی‌زبان بلژیک | |
| بوسنی و هرزگوین       | 2 entities: - جمهوری صرب - فدراسیون بوسنی و هرزگوین | 1 self-governing district: - بخش برچکو (officially condominium of both constituents)                                                                                        |
| بوسنی و هرزگوین       | The Federation of Bosnia and Herzegovina is itself a federation of کانتون‌های بوسنی و هرزگوین: - کانتون اونا-سانا - کانتون پوساوینا - کانتون توزلا - کانتون زنیتسا-دوبوی - کانتون بوسنیان-پودرینیه - کانتون بوسنی مرکزی - کانتون هرزگوین-نرتوا - کانتون هرزگوین غربی - کانتون سارایوو - کانتون ۱۰ | 1 self-governing district: - بخش برچکو (officially condominium of both constituents)                                                                                        |
| برزیل                 | ایالت‌های برزیل: - اکری - آماپا - آمازوناس (برزیل) - پارا - روندونیا - رورایما - توکانتینس - آلاگواس - باهیا - سئارا - مارانیائو - پارائیبا - پرنامبوکو - پیاوی - ریوگرانده دو نورتی - سرژیپه - گویاس - ماتو گروسو - ماتوگروسو جنوبی - اسپیریتو سانتو - میناس گرایس - ریو دوژانیرو - ایالت سائو پائولو - پارانا، برزیل - ریو گرانده دو سول - سانتا کاتارینا | |
| برزیل                 | ایالت‌های برزیل: - Distrito Federal | |
| برزیل                 | شهرداری‌های برزیل | |
| کانادا                | استان‌ها و قلمروهای کانادا: - آلبرتا - بریتیش کلمبیا - مانیتوبا - نیوبرانزویک - نیوفاندلند و لابرادور - نوا اسکوشیا - انتاریو - جزیره پرنس ادوارد - استان کبک - ساسکاچوان | استان‌ها و قلمروهای کانادا: - نورت‌وست تریتوریز - نوناووت - یوکان |
| کومور                 | اتحاد قمر: - آنژوان - گرند کومور - موهیلی | |
| اتیوپی                | 11 regions: - منطقه عفار - منطقه امهارا - منطقه بنیشانگول-گوموز - منطقه گامبلا - منطقه هراری - منطقه اورومیا - ناحیه سیداما - منطقه سومالی - South West - اقوام، قومیت‌ها و قلمرو مردم جنوبی - منطقه تیگرای | 2 chartered cities: - آدیس آبابا - دیرداوه |
| آلمان                 | ایالت‌های آلمان: - بادن-وورتمبرگ - بایرن - برلین - براندنبورگ - برمن (ایالت) - هامبورگ - هسن - نیدرزاکسن - مکلنبورگ-فورپومرن - نوردراین-وستفالن - راینلاند فالتس - زارلاند - زاکسن - زاکسن-آنهالت - شلسویگ-هولشتاین - تورینگن | |
| هند                   | ایالت‌ها و قلمروهای هند: - آندرا پرادش - آروناچال پرادش - آسام - بیهار - چتیسگر - گوا - گجرات - هاریانا - هیماچال پرادش - جارکند - کارناتاکا - کرالا - مادیا پرادش - مهاراشترا - مانیپور - مگالایا - میزورام - ناگالند - اودیسا - پنجاب (هند) - راجستان - سیکیم - تامیل‌نادو - تلانگانا - تریپورا - اوتار پرادش - اوتاراکند - بنگال غربی | قلمرو اتحادیه: - جزایر آندامان و نیکوبار - چندی‌گر - دادرا و نگر حویلی و دامان و دیو - دهلی - جامو و کشمیر - لداخ - لاکشادویپ - پودوچری                                      |
| عراق                  | استان‌های عراق: - استان انبار - استان اربیل - استان بابل - استان بغداد - استان بصره - استان ذی‌قار - استان دیاله - استان دهوک - استان حلبچه - استان کربلا - استان کرکوک - استان میسان - استان مثنی - استان نجف - استان نینوا - استان قادسیه - استان صلاح‌الدین - استان سلیمانیه - استان واسط | استان‌های عراق: - اقلیم کردستان عراق (region overlaps the area of the governorates)                                                                                          |
| مالزی                 | 13 states: - جوهور (ایالت) - کداح - کلانتان - ملاکا (ایالت) - نگاری سمبیلان - پاهانگ - پیننگ - پراک - پرلیس - صباح - ساراواک - سلانگور - ترنگگانو | 3 federal territories: - پوتراجایا - کوالالامپور - لابوآن |
| مکزیک                 | ایالت‌های مکزیک: - آگوئاسکالینتس - باخا کالیفرنیا - باحا کالیفرنیا سور - کامپچه - چیاپاس - ایالت چیواوا - کواویلا - کولیما - دورانگو - گواناهواتو - Guerrero - ایالت ایدالگو - Jalisco - الگو:Country data México - میچوآکان - Morelos - نایاریت - نوئوو لئون - اوکساکا - پوئبلا - کرتارو - کینتانا رو - سن لوئیس پوتوسی - سینالوآ - ایالت سونورا - ایالت تاباسکو - تامائولیپاس - تلاسکالا - وراکروس - یوکاتان - ساکاتکاس | |
| مکزیک                 | 1 autonomous city: - مکزیکو سیتی | |
| ایالات فدرال میکرونزی | تقسیمات کشوری ایالات فدرال میکرونزی: - ایالت چوک - کوسرائی - ایالت پوناپی - یاپ | |
| نپال                  | استان‌های نپال: - استان شماره ۱ - استان شماره ۲ - استان شماره ۳ - گانداکی پرادش - کارنالی پرادش - استان شماره ۵ - سودورپاشچیم پرادش | |
| نیجریه                | ایالت‌های نیجریه: - ایالت ابیا - ایالت اداماوا - ایالت اکوا ایبوم - ایالت انامبرا - ایالت باوچی - ایالت بایلسا - ایالت بنوئه - ایالت بورنو - ایالت کراس ریور - ایالت دلتا - ایالت ابونیی - ایالت ادو - ایالت اکیتی - ایالت انوگو - ایالت گومبه - ایالت ایمو - ایالت جیگاوا - ایالت کادونا - کانو (ایالت) - ایالت کاتسینا - ایالت کبی - ایالت کوگی - ایالت کوارا - ایالت لاگوس - ایالت ناساراوا - ایالت نیجر - ایالت اوگون - ایالت اوندو - ایالت اوسون - ایالت اویو - ایالت پلاتو - ایالت ریورز - ایالت سوکوتو - ایالت تارابا - ایالت یوبه - ایالت زامفارا | 1 territory: - حوزه فدرال مرکزی (نیجریه) |
| پاکستان               | تقسیمات کشوری پاکستان: - ایالت بلوچستان - خیبر پختونخوا - پنجاب (پاکستان) - استان سند | تقسیمات کشوری پاکستان: - کشمیر آزاد - گلگت-بلتستان |
| پاکستان               | تقسیمات کشوری پاکستان: - ایالت بلوچستان - خیبر پختونخوا - پنجاب (پاکستان) - استان سند | تقسیمات کشوری پاکستان: ناحیه پایتختی اسلام‌آباد |
| روسیه                 | استان‌های روسیه: - استان آمور - استان آرخانگلسک - استان آستراخان - استان بلگورود - استان بریانسک - استان چلیابینسک - استان ایرکوتسک - استان ایوانوف - استان کالینینگراد - استان کالوگا - استان کمروو - استان کیروف - استان کوستروما - استان کورگان - استان کورسک - استان لنینگراد - استان لیپتسک - استان ماگادان - استان مسکو - استان مورمانسک - استان نیژنی نووگورود - استان نووگورود - استان نووسیبیرسک - استان امسک - استان ارنبورگ - استان اریول - استان پنزا - استان پسکوف - استان روستوف - استان ریازان - استان ساخالین - استان سامارا - استان ساراتوف - استان اسمالنسک - استان سوردلوفسک - استان تامبوف - استان تومسک - استان تور - استان تولا - استان تیومن - استان اولیانوفسک - استان ولادیمیر - استان ولگوگراد - استان ولوگدا - استان ورونژ - استان یاروسلاول | |
| روسیه                 | جمهوری‌های روسیه: - آدیغیه - جمهوری آلتایی - باشقیرستان - بوریاتیا - چچن - چواشستان - جمهوری کریمه - داغستان - اینگوشتیا - کاباردینو-بالکاریا - قالموقستان - کاراچای-چرکسیا - جمهوری کارلیا - خاکاسیا - کومی - ماری ال - موردوویا - اوستیای شمالی-آلانیا - یاقوتستان - تاتارستان - تووا - اودمورتیا | |
| روسیه                 | سرزمین‌های روسیه: - سرزمین آلتای - سرزمین کامچاتکا - سرزمین خاباروفسک - سرزمین کراسنودار - سرزمین کراسنویارسک - سرزمین پرم - سرزمین پریمورسکی - سرزمین استاوروپول - سرزمین زابایکالسکی | |
| روسیه                 | ناحیه‌های خودگردان روسیه: - چوکوتکا - ناحیه خودگردان خانتی-مانسی - ننتسیا - ناحیه خودگردان یامالو-ننتس | |
| روسیه                 | شهرهای فدرالی روسیه: - مسکو - سنت پترزبورگ - سواستوپول | |
| روسیه                 | واحدهای فدرال روسیه: - استان خودگردان یهودی | |
| سنت کیتس و نویس       | سنت کیتس و نویس: - نویس (جزیره) | سنت کیتس و نویس: - سنت کیتس |
| سومالی                | 5 federal member states: - Galmudug - Hirshabelle - جوبالند - پانتلند - South West | |
| سودان جنوبی           | ایالت‌های سودان جنوبی: - Northern Bahr el Ghazal - Western Bahr el Ghazal - Lakes - واراب (ایالت) - Western Equatoria - استوائیه وسطی - استوائیه شرقی - جونقلی - Unity - نیل بالا | ایالت‌های سودان جنوبی: - ابیی - Pibor - Ruweng |
| سودان                 | ایالت‌های سودان: - جزیره (ایالت سودان) - نیل آبی (ایالت) - سنار - نیل سفید (ایالت سودان) - دارفور مرکزی - دارفور شرقی - دارفور شمالی - دارفور جنوبی - دارفور غربی - کسلا (ایالت) - القضارف (ایالت سودان) - دریای سرخ (ایالت سودان) - خارطوم (ایالت) - کردفان شمالی - کردفان جنوبی - غرب کردفان - شمالیه - رود نیل (ایالت) | ایالت‌های سودان: - ابیی |
| سوئیس                 | کانتون‌های سوئیس: - کانتون آرگاو - کانتون آپنتسل آوسرهودن - کانتون اپنزل اینرهودن - کانتون بازل-لاندشافت - کانتون بازل اشتاد - کانتون برن - ایالت فریبورگ - کانتون ژنو - کانتون گلاروس - کانتون گراوبوندن - کانتون ژورا - کانتون لوتسرن - ایالت نوشتل - ایالت نیدولدان - ایالت اوبولدان - کانتون شاف‌هاوزن - ایالت شویتز - کانتون سولوتورن - کانتون سنت گالن - کانتون تورگاو - کانتون تیچینو - کانتون اوری - کانتون وله - کانتون وو - کانتون زوگ - زوریخ | |
| امارات متحده عربی     | امارت‌های امارات متحده عربی: - امارت ابوظبی - عجمان - دبی - فجیره - رأس‌الخیمه - شارجه - ام‌القوین | |
| ایالات متحده آمریکا   | ایالت آمریکا: - آلاباما - آلاسکا - آریزونا - آرکانزاس - کالیفرنیا - کلرادو - کنتیکت - دلاویر - فلوریدا - جورجیا - هاوایی - آیداهو - ایلینوی - ایندیانا - آیووا - کانزاس - کنتاکی - لوئیزیانا - مین (ایالت) - مریلند - ماساچوست - میشیگان - مینه‌سوتا - میسیسیپی (ایالت) - میزوری - مونتانا - نبراسکا - نوادا - نیوهمپشر - نیوجرسی - نیومکزیکو - نیویورک (ایالت) - کارولینای شمالی - داکوتای شمالی - اوهایو - اکلاهما - اورگن - پنسیلوانیا - رود آیلند - کارولینای جنوبی - داکوتای جنوبی - تنسی - تگزاس - یوتا - ورمانت - ویرجینیا - واشینگتن (ایالت) - ویرجینیای غربی - ویسکانسین - وایومینگ | واشینگتن، دی.سی.: - واشینگتن دی.سی. |
| ایالات متحده آمریکا   | ایالت آمریکا: - آلاباما - آلاسکا - آریزونا - آرکانزاس - کالیفرنیا - کلرادو - کنتیکت - دلاویر - فلوریدا - جورجیا - هاوایی - آیداهو - ایلینوی - ایندیانا - آیووا - کانزاس - کنتاکی - لوئیزیانا - مین (ایالت) - مریلند - ماساچوست - میشیگان - مینه‌سوتا - میسیسیپی (ایالت) - میزوری - مونتانا - نبراسکا - نوادا - نیوهمپشر - نیوجرسی - نیومکزیکو - نیویورک (ایالت) - کارولینای شمالی - داکوتای شمالی - اوهایو - اکلاهما - اورگن - پنسیلوانیا - رود آیلند - کارولینای جنوبی - داکوتای جنوبی - تنسی - تگزاس - یوتا - ورمانت - ویرجینیا - واشینگتن (ایالت) - ویرجینیای غربی - ویسکانسین - وایومینگ | قلمروهای ایالات متحده آمریکا: - جزیره مرجانی پالمیرا |
| ایالات متحده آمریکا   | ایالت آمریکا: - آلاباما - آلاسکا - آریزونا - آرکانزاس - کالیفرنیا - کلرادو - کنتیکت - دلاویر - فلوریدا - جورجیا - هاوایی - آیداهو - ایلینوی - ایندیانا - آیووا - کانزاس - کنتاکی - لوئیزیانا - مین (ایالت) - مریلند - ماساچوست - میشیگان - مینه‌سوتا - میسیسیپی (ایالت) - میزوری - مونتانا - نبراسکا - نوادا - نیوهمپشر - نیوجرسی - نیومکزیکو - نیویورک (ایالت) - کارولینای شمالی - داکوتای شمالی - اوهایو - اکلاهما - اورگن - پنسیلوانیا - رود آیلند - کارولینای جنوبی - داکوتای جنوبی - تنسی - تگزاس - یوتا - ورمانت - ویرجینیا - واشینگتن (ایالت) - ویرجینیای غربی - ویسکانسین - وایومینگ | قلمروهای ایالات متحده آمریکا: - ساموای آمریکا - گوآم - جزایر ماریانای شمالی - پورتوریکو - جزایر ویرجین ایالات متحده -                                                       |
| ونزوئلا               | ایالت‌های ونزوئلا: - آمازوناس (ایالت ونزوئلا) - ایالت آنسوآتگی - ایالت آپوره - ایالت آراگوآ - ایالت باریناس - ایالت بولیوار - کارابوبو - Cojedes, Venezuela - دلتا آماکورو - فالکون - گوآریکو - Lara, Venezuela - Mérida (state) - Miranda (state) - موناگاس (ایالت) - Nueva Esparta - Portuguesa (Venezuela) - Sucre, Venezuela - Táchira - Trujillo (state) - Vargas, Venezuela - یاراکوی - سولیا | ایالت‌های ونزوئلا: - بخش کاپیتال (ونزوئلا) |
| ونزوئلا               | ایالت‌های ونزوئلا: - آمازوناس (ایالت ونزوئلا) - ایالت آنسوآتگی - ایالت آپوره - ایالت آراگوآ - ایالت باریناس - ایالت بولیوار - کارابوبو - Cojedes, Venezuela - دلتا آماکورو - فالکون - گوآریکو - Lara, Venezuela - Mérida (state) - Miranda (state) - موناگاس (ایالت) - Nueva Esparta - Portuguesa (Venezuela) - Sucre, Venezuela - Táchira - Trujillo (state) - Vargas, Venezuela - یاراکوی - سولیا | ایالت‌های ونزوئلا: - Federal Dependencies of Venezuela |